# Chrysso vesiculosa
Chrysso vesiculosa là một loài nhện trong họ Theridiidae ở Manila, Philiphines. Loài này thuộc chi Chrysso. Chrysso vesiculosa được Eugène Simon miêu tả năm 1895.